# Schenkenbergkapelle

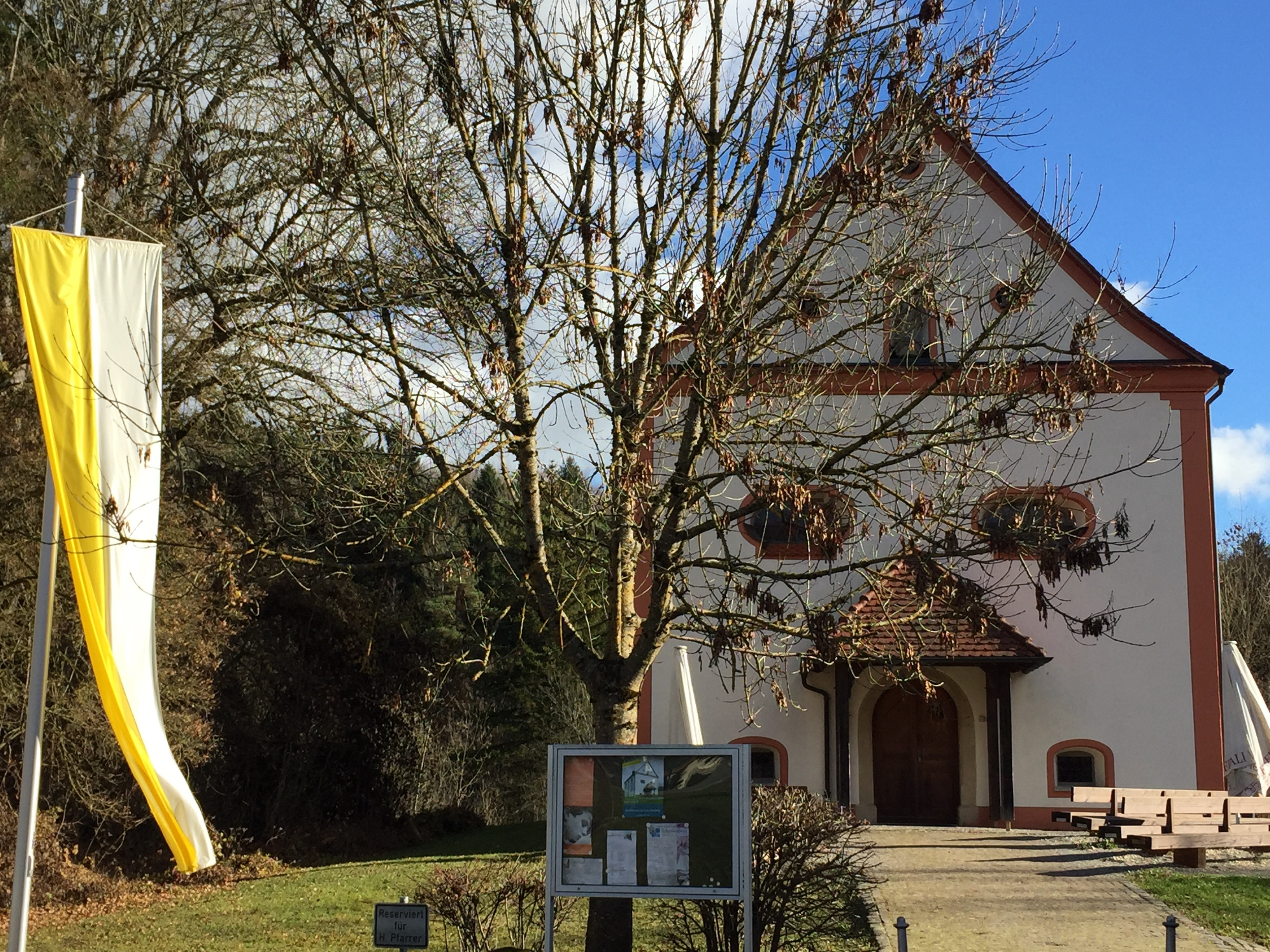
Schenkenbergkapelle (2015)

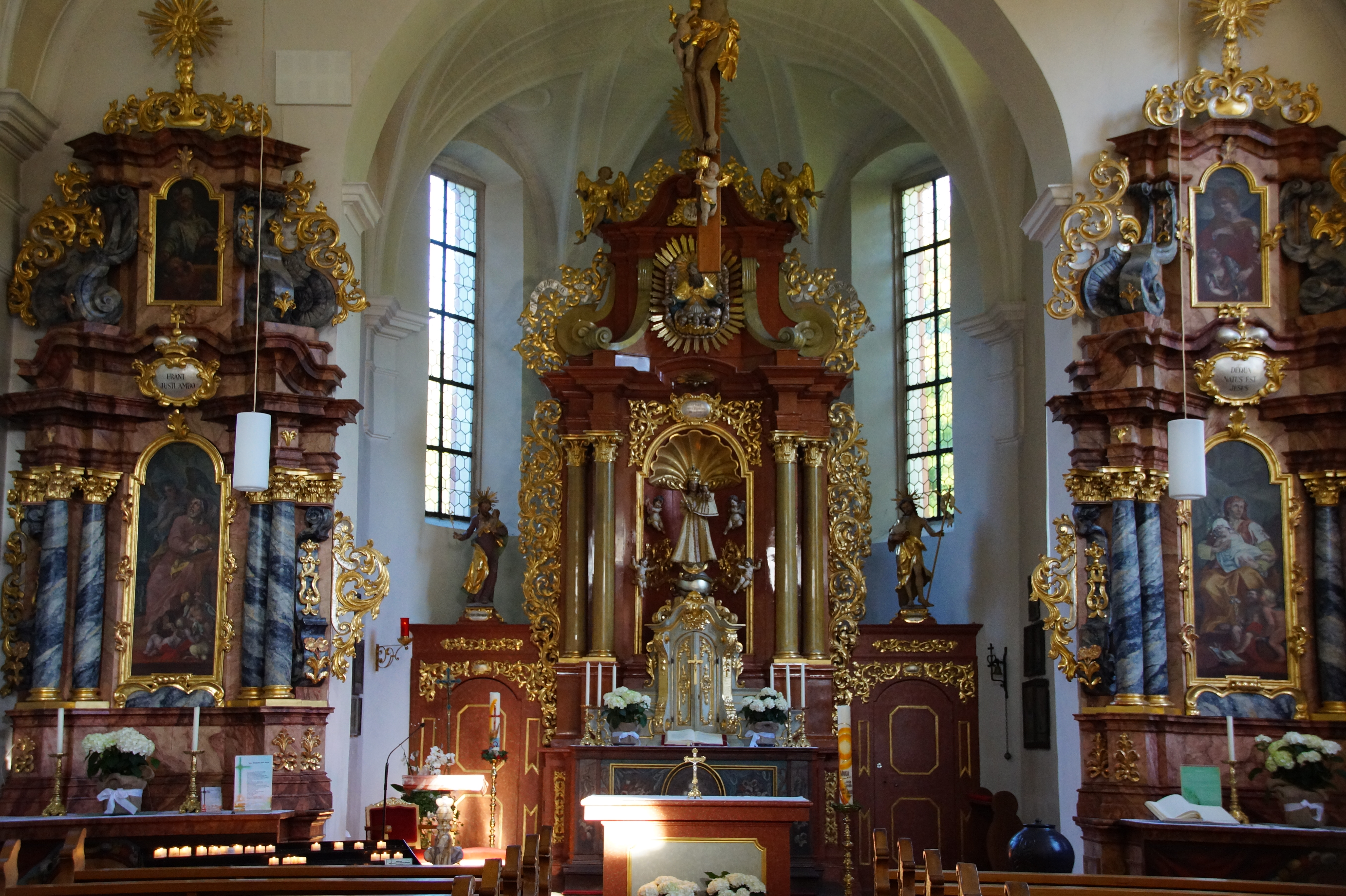
Hochaltar der Schenkenbergkapelle (2015)

Die Schenkenbergkapelle oder auch Schenkenberger Kapelle „Maria Opferung“ ist eine Wallfahrtskapelle bei Emmingen-Liptingen im baden-württembergischen Landkreis Tuttlingen.

## Geschichte
An der Stelle der heutigen Kapelle aus dem Jahr 1720 stand bereits um 1275 eine kleine Kirche. Der Ort Schenkenberg wurde im 15. Jahrhundert zerstört und nicht wieder aufgebaut. Nur der Schenkenberger Hof und die Kapelle erinnern noch daran, sie steht nur wenige Meter neben der abgegangenen Burg Schenkenberg, hier befand sich einst der Sitz der Herren von Schenkenberg.

## Wallfahrt
Die Wallfahrt geht zurück bis in das Jahr 1688, wenig später entstanden die ersten von 150 Votivtafeln zu Ehren des Gnadenbilds Unserer Lieben Frau zu Schenkenberg. In der Nähe der Wallfahrtskirche verläuft ein im Jahr 2001 neu errichteter, etwa 1200 Meter langer Kreuzweg.
Neben der Kapelle befindet sich die Gaststätte Schenkenberger Hof, die der ehemalige Daimler-Chrysler-Vorstand Klaus Mangold 2013 erwarb und mit seiner Familie betreibt.